# Dacnis egregia
El dacnis egregio o mielero egregio (Dacnis egregia) es una especie de ave paseriforme de la familia Thraupidae, perteneciente al  género Dacnis. Es nativo del noroeste de América del Sur.

## Distribución y hábitat
Se distribuye en el centro de Colombia, en los valles del Magdalena y del Cauca (desde Córdoba hasta Huila) y en el oeste de Ecuador, en la pendiente del Pacífico (desde el oeste de Esmeraldas hasta El Oro).
Esta especie es considerada localmente bastante común en sus hábitats naturales: el dosel y los bordes de selvas húmedas y bosques caducifolios, y claros adyacentes, hasta los 900 m de altitud.

## Descripción
Mide cerca de 11 cm de longitud. Presenta dimorfismo sexual. El plumaje del macho es azul turquesa brillante, con tintes verdosos en la subespecie D. e. aequatorialis; con la frente, los lados de la cabeza y el cuello negros lustrosos; las alas son negras por arriba y amarillas por debajo, con los bordes de las secundarias azules; los hombros el centro del vientre son amarillo sulfuroso y la cola negra. El plumaje de la hembra es marrón oliváceo, con las alas color castaño y vientre amarillento.

## Sistemática

### Descripción original
La especie D. egregia fue descrita por primera vez por el zoólogo británico Philip Lutley Sclater en 1855 bajo el mismo nombre científico; la localidad tipo es: «Nova Grenada = Bogotá».

### Etimología
El nombre genérico femenino Dacnis deriva de la palabra griega «daknis», tipo de ave de Egipto, no identificada, mencionada por Hesiquio y por el gramático Sexto Pompeyo Festo; y el nombre de la especie «egregia» proviene del latín  «egregius»: admirable, extraordinario, excelente.

### Taxonomía
La presente especie era tradicionalmente tratada como un grupo de subespecies de Dacnis lineata, pero diversos autores y clasificaciones, como el Congreso Ornitológico Internacional (IOC), Aves del Mundo (HBW) y Birdlife International (BLI), la consideran una especie separada, con base en diferencias de plumaje (en la población amazónica D. l. lineata, el macho tiene la cara inferior de las coberteras de las alas y el centro del vientre blancos y además plumas blancas ocultas a los lados del pecho, mientras que en el grupo D. egregia estas áreas son de color amarillo; las hembras también se diferencian porque el vientre de D. lineata es más claro blancuzco y el del grupo D. egregia notoriamente amarillento) y en la separación geográfica. Sin embargo, el Comité de Clasificación de Sudamérica (SACC) rechazó su reconocimiento en la Propuesta N° 103 debido a insuficiencia de datos publicados.

### Subespecies
Según la clasificación del IOC se reconocen dos subespecies, con su correspondiente distribución geográfica:
- Dacnis egregia egregia P.L. Sclater, 1855 – centro de Colombia en los valles del Cauca y del Magdalena.
- Dacnis egregia aequatorialis Berlepsch & Taczanowski, 1884 – oeste de Ecuador.